# Rodolfo Brena Torres
Rodolfo Brena Torres (Ejutla de Crespo, Oaxaca, 16 de mayo de 1911-20 de diciembre de 1976) fue un político mexicano, miembro del Partido Revolucionario Institucional (PRI). Fue senador y gobernador de Oaxaca de 1962 a 1968.

## Biografía
Realizó sus estudios de secundaria e inició los de preparatoria en el Instituto de Ciencias y Artes de Oaxaca, y los culminó en la Escuela Nacional Preparatoria en la Ciudad de México; ingresó a estudiar en la Universidad Nacional Autónoma de México (UNAM) pero debió dejarlos inconclusos debido a problemas económicos en 1931, finalmente se titularía como abogado en 1949 en el Instituto Científico y Literario del Estado de México.
Fue agente del ministerio público federal en el Estado de México y luego defensor público en 1950. En 1958 fue postulado candidato del PRI a senador por Oaxaca en primera fórmula, resultando elegido para el periodo de dicho año del 1964 que corresponden a las Legislaturas XLIV y XLV; en ellas fue presidente de la Gran Comisiòn; y, de la comisión de Recursos y Bienes Nacionales; e integrante de las comisiones 1a. de Petróleo; y, 2a. de Trabajo.
Antes de culminar su periodo, en 1962 fue postulado candidato del PRI a gobernador de Oaxaca, siendo elegido, solicitó licencia al senado el 15 de noviembre de ese mismo año. El 1 de diciembre siguiente asumió la gubernatura del estado y lo finalizó el día 30 de noviembre de 1968.